# Francisco Lopes de Oliveira Araújo
Francisco Lopes de Oliveira Araujo (o segundo)  (Rio de Janeiro - Rj, 1 de maio de 1823 - Rio de Janeiro - RJ , 29 de janeiro de 1893)  foi médico, comendador da ordem da Rosa, membro do Instituto de Medicina, da Sociedade Farmacêutica Brasileira e da Sociedade de Ciências Médicas de Lisboa foi Membro da Academia Nacional de Medicina (Eleito: 1885 - Posse: 1885 - Sob a presidência de Agostinho José de Souza Lima), além de delegado paroquial da instrução pública. ocupou cargos de eleição popular. Casou-se com Francisca Leonor de Castro Araujo em 21 de Dez de 1847 na Matriz do Santíssimo Sacramento da Sé do Rio de Janeiro.
De seu matrimônio, dentre tantos filhos, apenas um sobreviveu e teve filhos. 
Seu filho, Arthur de Castro Araujo, seu neto Francisco de Castro Araujo e seu bisneto, Manoel Francisco Duarte de Castro Araujo também seguiram a mesma carreira obtendo grande destaque.
Está sepultado no Jazigo da família no Cemitério da Ordem Terceira de São Francisco da Penitência - Rio - RJ. No mesmo jazigo também estão sepultados o pai dele (cujo nome é o mesmo, Francisco Lopes de Oliveira Araujo), e a mãe dele, Anna Joaquina da Costa Leite Araujo.
OBS.: Existe uma peculiaridade com o nome Francisco Lopes de Oliveira Araujo. Desde o primeiro (nascido em Paraty em 1799 e falecido no Rio de Janeiro em 1877), vários filhos das gerações seguintes tiveram o mesmo nome.

## Obra
Principais títulos:
- Considerações gerais sobre a topografia físico-médica da cidade do Rio de Janeiro, Ano da publicação: 1852, Rio de Janeiro - Rj.
- Dissertação sobre a saliência do osso depois da amputação da coxa, Ano da publicação:  1845, Rio de Janeiro - Rj.
- Revista Farmacêutica, periódicos diversos Século XIX - Rio de Janeiro - Rj.
- Tubérculos pulmonares e sua freqüência no município do Rio de Janeiro, Ano da publicação:   1855, Rio de Janeiro - Rj.